# Roberto Maria Grassi
Roberto Maria Grassi, né à Turin en 1970, est un réalisateur italien.
Il vit en France depuis 1994[réf. nécessaire].

## Biographie
Après un début de carrière en tant que chef d'orchestre et compositeur de musique de films, depuis 1998 Roberto Maria Grassi se consacre exclusivement à la réalisation audiovisuelle, en particulier dans le domaine du théâtre, de la musique et de la danse. Il est partenaire régulier de nombreuses chaînes internationales de télévision (Rai, Arte, France Télévision, ZDF, BBC, CCTV, , etc.)
Une formation éclectique en Italie (lycée scientifique, maîtrise de lettres, doctorat en journalisme et sciences de la communication, diplôme de composition et direction d’orchestre, école de réalisation audiovisuelle) et un premier parcours dirigé par des activités variées (participation à la création de festivals musicaux et prix internationaux, création et présentation d'émissions télévisées en France et en Italie, conférencier invité dans plusieurs institutions universitaires européennes, organisateur de concerts internationaux, enseignement, prix de composition musicale), l'amènent depuis 1998 à se concentrer exclusivement sur l'écriture et la réalisation de films de théâtre, musique et danse, en explorant les rapports entre ces disciplines.
Lors de ses études, la rencontre avec deux personnalités profondément marquantes (Giorgio Strehler dans un cours de mise en scène au Teatro Piccolo de Milan et Leonard Bernstein pendant un masterclass de direction d’orchestre à Sienne) est vécue comme une véritable révélation artistique. Il entretiendra avec les deux une relation privilégiée jusqu’à leur disparition. 
La première direction d’orchestre, en 1991 sur la Domplatz de Salzbourg est le point de départ d’une longue exploration musicale qui le conduira en 1994 à fonder le chœur Augusta Choralis de Turin, qui participera aux saisons lyriques de l’opéra de Turin durant quelques années, jusqu’à la collaboration avec Riccardo Muti en 1997 lors d’une Johannes-Passion de Bach à Ravenne. 
Entre 1992 et 2002, il est attiré par la recherche musicale et théâtrale, ainsi que par la transmission, l’enseignement et la sensibilisation des jeunes à ces univers. Les activités de ces années en sont le témoin : plusieurs interventions dans différents colloques, stages, cours universitaires, accompagnées plus tard par l’activité journalistique en tant que critique et collaborateur des journaux Panorama (Milan), Il Giornale della Musica (Turin), La Stampa (Turin), La Repubblica (Milan), ainsi qu’auprès de la télévision italienne (RAI 1 et RAI 3).
Tout en continuant l’activité de direction d’orchestre (concerts en Italie, France, Allemagne, Autriche, Slovénie, Espagne, Angleterre, Suisse, Principauté de Monaco, Cité du Vatican), et un certain type de journalisme musical télévisuel (en 1994 création et réalisation d’un cycle de 24 émissions sur l’opéra, avec Alessandro Baricco, pour la chaîne italienne RAI 3, puis en 1999 création et présentation de 96 chroniques musicales pour La Cinquième, dans Les Écrans du Savoir), il commence à développer une réflexion sur les rapports entre la musique, l'image et le symbole. Son mémoire universitaire La symbolique alchimique dans le Parsifal de Richard Wagner est traduit et publié en Allemagne en 1995. La RAI lui confie la réalisation audiovisuelle de 22 concerts de l’Orchestre symphonique national de la RAI de Turin, entre 1997 et 1999. Depuis son installation en France en 1998, c’est au tour du théâtre des Champs-Élysées de lui confier la réalisation des productions scéniques (L’Opera seria, Serse, Agrippina, Semele, La Cenerentola, L’Incoronazione di Poppea, Ariodante, Guilio Cesare in Egitto, Thésée, Falstaff).

## Spectacle vivant
- Eliogabalo (Francesco Cavalli) (2016), Franco Fagioli, Paul Groves, Nadine Sierra, Valer Sabadus, Mariana Flores, Emiliano Gonzalez Toro, Thomas Jolly, Leonardo García Alarcón, Opéra de Paris (CLC, direct Culturebox, France 2)
- Die Zauberflöte (Wolfgang Amadeus Mozart) (2016), Till Von Orlowsky, Martin Piskorski, Fatma Said, Yasmin Özkan, Theresa Zisser, Martin Summer, Sascha Emanuel Kramer, Peter Stein, Adam Fischer, Teatro alla Scala Milano (CLC, direct Arte)
- Babel 7.16 (2016), Sidi Larbi Cherkaoui, Damien Jalet, Festival d’Avignon, Cour d’Honneur (Heliox Films)
- Molada, Concert de Jasser Haj Youssef, Simone Kermes et l'Orchestre de Chambre de Paris (2016), Philharmonie de Paris (Heliox Films)
- Leçons de Ténèbres (De Lalande, 2016), Sophie Karthäuser, Ensemble Correspondances, Stéphane Daucé (Tournage 4K, Wahoo Production, Culturebox)
- Les Larmes de Saint-Pierre (Orlando di Lasso, 2016), Collegium Vocale Gent, Philippe Herreweghe (Prismedia, Culturebox)
- Bartabas On achève bien les anges (2016), Quartz de Brest (La Compagnie des Indes, Culturebox, Equida, DVD)
- Rire (2016), Cirque d'Hiver Bouglione (La Compagnie des Indes, Direct Paris Première, Gulli)
- Concert de l'Orchestre national d'Île-de-France, dir. Enrique Mazzola, Leoncavallo, Mahler, Humperdinck, Prokofiev (2015), Philharmonie de Paris (Heliox Films)
- Concert de l'Orchestre symphonique de Montréal, dir. Kent Nagano, Bach, Mahler, Stravinsky, Shostakovich (2015), Maison Symphonique de Montréal (Geyser Production, Mezzo, direct dans 55 pays, co-réalisé avec Julien Condemine)
- Concert Lang Lang à l'Opéra Royal de Versailles : Chopin, Liszt, Mozart, Du Mingxin (2015, Wahoo Production, LVMH, DVD)
- Géant (2015), Cirque d'Hiver Bouglione (La Compagnie des Indes, Gulli)
- 36e Festival Mondial du Cirque de Demain (2015), Aleksandra Savina, Antoine & Aurore, Anton Graaf & Einar Kling, Arthur Cadre, Biniyam & Remedan, Cie XY, Dmitry Ikin, Duo Catalexi, Duo de la Troupe de Guandong, Duo Gold Art, Duo Kiebre, Duo Unity, Felix & Flow, Jacob Stein, Jimmy Gonzalez Palacios, Kerol, Kinetic Art, Kristian Kristov, Li Tong, Lift, Matthew Richardson, Wise Fools (Ronja, Valpuri & Maria), Sascha Bachmann, Troupe de Guangdong, Suren & Karyna, Troupe Skokov, Calixte de Nigremont (Telmondis, direct ARTE)
- Le Voyage de Sheherazade (2014), Cirque d'Hiver Bouglione (La Compagnie des Indes, Gulli)
- Camiski, ou l'Esprit du Sexe (2014-2015), Adaptation et recréation d'une série théâtrale en 7 épisodes, écrite par Pauline Sales et Fabrice Melquiot, Vincent Garanger (Wahoo Productions, Culturebox)
- Henry VI (2014), Thomas Jolly, Festival d'Avignon (La Compagnie des Indes, Direct Culturebox [18 heures], France 2 [diffusion en 3 épisodes pendant 3 soirées consécutives], co-réalisé avec Julien Condemine)
- A Queen of Heart (2014), Rosemary Standley, Sylvain Griotto, Juliette Deschamps (Wahoo Productions, Direct Culturebox, France Télévisions)
- Alien Renaissance (2014), Mohamed Belarbi, Rémi Lopez, Mounir Biba, Abdelillah Chouari , Max Diassy , Thomas Kalifa, , Moustapha Kembouche , Mathieu Colard , Stéphane Saidou , Gary Techer, Festival Les Hivernales, Avignon (La Compagnie des Indes, Culturebox)
- Phénoménal (2014), Cirque d'Hiver Bouglione (La Compagnie des Indes, Gulli)
- Caligula (Albert Camus) (2014),  Bruno Putzulu, Claire Cahen,Pascal Castelletta, Jean de Coninck,Christophe Kourotchkine, Patrick d’Assumçao, Cécile Paoli, Olivier Parenty, Stéphane Otero, Stéphane Olivié Bisson (Act4 Production, Direct Culturebox, France 2)
- 35e Festival Mondial du Cirque de Demain (2014),  Michele Clarck, Naomi et Renaldo, Ignacio Ricci, Betticomboo, Sergey Koblikov, Saulo Sarmiento, Troupe Nationale de Chine, Gustavo Sartori et Amanda Patricia, Housch ma Housch, Darya Vintilova, Jérôme Sordillon, Lukas Bergandi, Ocelot, Calixte de Nigremont (Telmondis, direct Arte)
- Mon Beau-Père est une Princesse (2014), Didier Bénureau, Michel Aumont, Claire Nadeau, Gaëlle Lebert (La Compagnie des Indes, Paris Première)
- Circus & Ice (2013), Cirque d'Hiver Bouglione  (La Compagnie des Indes, Gulli)
- Attila (Giuseppe Verdi) (2013), Astana Opera, Kazakhstan, Valery Gergiev, Pierluigi Pizzi (Telmondis, Mezzo)
- Gala d'inauguration de l'Astana Opera(2013), Astana Opera, Kazakhstan (Telmondis, Mezzo)
- L’Étudiante et Monsieur Henri (2013), Festival de Ramatuelle, Roger Dumas, Sébastien Castro, Lysiane Meis, Claudia Dimier, José Paul (La Compagnie des Indes, France 2)
- Eclat (2013), Cirque d'Hiver Bouglione (La Compagnie des Indes, Direct 8, Gulli)
- Manon Lescaut (Giacomo Puccini) (2013), Carlo Rizzi, Mariusz Trelinski, La Monnaie / De Munt, Bruxelles  (Wahoo Productions, Direct Cinémas UGC France et Belgique, France 2)
- Festival du Cirque de Massy (2013), Cirque d'Hiver Bouglione (La Compagnie des Indes, Gulli, TV5 Monde)
- Bénureau, Best of (2012), Didier Bénureau (La Compagnie des Indes, direct Paris Première)
- Le Quatuor - Danseurs de Cordes (2012), Alain Sachs (La Compagnie des Indes, TV5 Monde)
- Une Odyssée (2012), Raphaël Leguillon, Renato Giuliani,  Johannes Oliver Hamm, Ysmahane Yaquini, Irina Brook (Axe Sud, Festival d’Avignon, France Ô)
- La Pelle du Large (2012), Hernan Bonet, Antoine Malfettes, Yoanelle Stratman, Compagnie Philippe Genty (Axe Sud, Festival d’Avignon, France Ô)
- Ali au Pays des Merveilles (2012), Ali Bougheraba, Didier Landucci (Axe Sud, Festival d’Avignon, France Ô, Comédie)
- Via Katlehong Cabaret (2012), Via Katlehong Dance Company (Axe Sud, France Ô)
- Harold et Maude (2012), Line Renaud, Thomas Solivéres, Claire Nadeau, Ladislas Chollat (La Compagnie des Indes, France 3)
- Virtuose (2012), Cirque d'Hiver Bouglione  (La Compagnie des Indes, Direct 8, Paris Première, Gulli)
- Festival du Cirque de Massy (2012), Cirque d'Hiver Bouglione  (La Compagnie des Indes, Direct 8, Paris Première, Gulli)
- La Perle du Bengale (2011), Cirque d'Hiver Bouglione  (La Compagnie des Indes, Direct 8 Paris Première, Gulli)
- Le Gorille (2011), Brontis Jodorowsky, Alejandro Jodorowsky  (Axe Sud, France Ô)
- Prometheus Landscape II (Jan Fabre) (2011), Bistrovic-Darvas, Chambon, Charron, Deferrari, Goldhuber, Jozic, Makuch,  Polet,  Vandenberghe, Vandendriessche (La Compagnie des Indes, Croatian National Theatre, Zagreb, Arte)
- Groo2ve (2011), Clémentine Célarié, Abraham Diallo, Balthazar Reichert, Gustave Reichert, Sidney Duteil, Cooljam (Axe Sud, Festival d'Avignon 2011, France Ô)
- Les Songes de la Horde (2011), Yun Chane, Anne-Sophie Payet, Anthony Anna, Didier Boutiana (Axe Sud, Festival d'Avignon 2011, France Ô)
- Traverse (2011), Matthieu Benigno, Anne-Cécile Chane-Tune, Clément Ducol, Emilien Gobard, Thomas Guerry, Camille Rocailleux (Axe Sud, France Ô)
- On purge Bébé, Feu la Mère de Madame, Léonie est en avance, Mais n'te promène donc pas toute nue (2011), Alain Françon (La Compagnie des Indes, direct Paris Première)
- La Nuit d'Elliot Fall (2011), Flannan Obé, Sophie Tellier, Denis D'arcangelo, Sinan Bertrand, Christine Bonnard, Olivier Breitman, Vincent Daenen, Jean-Luc Revol (Axe Sud, France Ô)
- La Tragédie du Roi Richard II (William Shakespeare) (2010), Denis Podalydès, Sarkis, Jean-Baptiste Sastre, Festival d'Avignon 2010 (La Compagnie des Indes, direct France 2)
- Adam et Eve (2009), Didier Gustin, Fabienne Galloux, Eric Théobald (La Compagnie des Indes, direct France 4)
- Biographie sans Antoinette (2009), Thierry Lhermite, Sylvie Testud, Hans-Peter Cloos (La Compagnie des Indes, France 2)
- Mahagonny Songspiel (Kurt Weill) (2009), Jérémie Rhorer, Juliette Deschamps.
- Die sieben Todsünden (Kurt Weill) (2009), Jérémie Rhorer, Juliette Deschamps.
- Tango Pasion (2008), Hector Zaraspe, Mel Howard, Osvaldo Ciliento (Théâtre des Champs-Élysées)
- Le Soldat Rose (2008), Pierre-Dominique Burgaud, Louis Chedid, Corinne et Gilles Benizio (La Compagnie des Indes, France 2)
- Falstaff (Giuseppe Verdi) (2008), Alain Altinoglu, Mario Martone.
- Thésée (Jean-Baptiste Lully) (2008), Emmanuelle Haïm, Jean-Louis Martinoty.
- Richard III (2007), Suzanne Aubert, Pierre Baux, Anne Bellec, Francesca Bracchino, Geoffrey Carey, Antoine Herniotte, Camille Panonacle, Laurent Poitrenaux, Samuel Réhault, Christele Tual, Ludovic Lagarde (La Compagnie des Indes, direct France 2)
- Ariodante (Georg Friedrich Haendel) (2007), Christophe Rousset, Lukas Hemleb.
- Le Quatuor - Corps à Cordes (2006), Alain Sachs (La Compagnie des Indes, France 2)
- Feu sacré (2006), Macha Méril, Jean-Marc Luisada, Simone Benmussa (La Compagnie des Indes, Arte)
- Landru (2006), Régis Laspalès, Évelyne Dandry, Chloé Berthier, Michèle Garcia, Monique Mauclaire, Yves Lambrecht, Laurent Ruquier, Jean-Luc Tardieu (La Compagnie des Indes, Paris Première)
- L'Île des esclaves (2006), Zubna Azebal, Valérie Crouzet, Fabio Zenoni, Sidney Wernické, Alex Descas, Irina Brook (La Compagnie des Indes, direct France 4)
- Giulio Cesare in Egitto (Georg Friedrich Haendel) (2006), Christophe Rousset, Irina Brook.
- Les Étoiles du XXIe siècle (2005), Lucia Lacarra, Cyril Pierre, Alicia Amatriain, Jason Reilly, Zenaida Yanowsky, Federico Bonelli, Lorena Feijo, Joan Boada, Corina Dumitrescu, Ovidiu Matei Iancu, Irina Dvorovenko, Maxim Beloserkovski (La Compagnie des Indes, Arte)
- Le roi se meurt (2005), Michel Bouquet, Juliette Carré, Valérie Karsenti, Jacques Zabor, Jacques Échantillon, Nathalie Niel, Georges Werler (La Compagnie des Indes, Arte - France 4)
- Der Fall der Götter (2005), Jeroen Willems, Elsie de Brauw, Fedja van Huët, Sanne van Rijn, Aus Greidanus Jr, Loes Haverkort, Peter Paul Muller, Thekla Reuten (La Compagnie des Indes, Arte)
- Juan Diego Florez au Théâtre des Champs-Élysées (2004), Orchestre National de France (Bel Air, Arte)
- Symphonie Iroise (2004), Didier Squiban, Orchestre Symphonique de Bretagne (Morgane Production, France 3)
- L'incoronazione di Poppea (Claudio Monteverdi) (2004), René Jacobs, David McVicar.
- Semele (Georg Friedrich Haendel) (2004), Marc Minkowski David McVicar.
- Agrippina (Georg Friedrich Haendel)  (2004), René Jacobs, David McVicar.
- Claude Bolling : Gershwin in Swing (2003) (La Compagnie des Indes, Mezzo)
- Le Jugement dernier (2003), Jérôme Kircher, Caroline Brunner, Rémy Carpentier, Yann Collette, Évelyne Didi, Eric Elmosnino, Jacques Herlin, Gilles Kneusé, Bruno Lochet, Lucien Marchal, Lisa Martino, Julie-Marie Parmentier, Anne Sée, Jacques Vincey, André Engel (La Compagnie des Indes, Arte)
- Xerxes (Georg Friedrich Haendel) (2003), William Christie, Gilbert Deflo.
- La Cenerentola (Gioachino Rossini) (2003), Evelino Pido, Irina Brook.
- L'opera seria (Florian Leopold Gassmann) (2003), René Jacobs, Jean-Louis Martinoty.

## Documentaires
- 2016 : Maestro Nagano !, Kent Nagano, Orchestre symphonique de Montréal (Interscoop, Mezzo, co-réalisé avec Julien Condemine)

## Clips
- Guerre (2016), Nawal Montassère, Manuel Renaud.
- Mama don't preach (2015), Sébastien Berrou.
- Medley (2014), Patrice Peyrieras, Coridalys Symphony Orchestra.
- Cello-Suite (2011), Emile Bernard.
- Una furtiva lagrima (2008), Douceline Derréal, Cédric Legros, Muriel Ferrer.
- P&P Publique et Privé (2007), Caroline Bo, Ivo Bauchiero.
- Dans un Bois Solitaire (2004), Céline Millot, Edward Reichenbach, Rita Néminadane.
- Gianni Schicchi (1994), Daniela Cassi, Mario Nerbo, Giulio Gori, Francesca Strega.

## Émissions
- La Calédonie sur le pont (présenté par Alexandre Rosada), avec Delphine Lagneau, Guillaume Soulard, Anne-Sophie Conan, Greg Germain, Richard Digoué, Dominique Clémént-Lacroisière, Emmanuel Kasarheru (2012, 52 min. NC1, Nouvelle-Calédonie 1re)
- Parler vrai (présenté par Alexandre Rosada), avec Régine Chopinot, Joseph Hnamano, Kaemo Watta, Hortense Archambault, Vincent Baudriller (2012, 26 min. NC1, Nouvelle-Calédonie 1re)
- L'Acoma d'Édouard (Émission spéciale Édouard Glissant, présentée par Marijosé Alie et Daniel Picouly) (2011), avec Christiane Taubira, Dominique de Villepin, Patrick Chamoiseau, Laure Adler, Edwy Plenel, François Noudelmann, Françoise Vergès, Capitaine Alexandre, Jacques Coursil, Greg Germain, Federica Matta, Hind Meddeb (90 min. France Ô)
- Le Monde vu par... (présentée par Daniel Picouly) (2011), avec Dominique Voynet (26 min. France Ô)